# Serra de Camp-de-vidre
La Serra de Camp-de-vidre és una serra situada entre els municipis de Fígols i de Montmajor a la comarca del Berguedà, amb una elevació màxima de 1.749 metres.